# Республика Мадаваска
Республика Мадаваска (англ. Republic of Madawaska; фр. République du Madawaska) — небольшое непризнанное эфемерное государство, временно провозглашённое  в северо-западной части графства Мадаваска, провинция Нью-Брансуик (Канада), а также смежных областях округа Арустук в штате Мэн (США) и провинции Квебек. Само название «Мадаваска» происходит из автохтонного языка микмак: мадавас (дикобраз) и как (место); буквально «страна дикобраза». Столицей республики предполагалось сделать город Эдмундстон (Нью-Брансуик), который в 1790 году основали франко-акадцы там, где река Мадаваска впадает в реку Святого Жана.

## История
Версальский договор 1783 года в целом установил границу между США и Британской Канадой к северу от 50-й параллели, но область Мадаваска оставалась спорной до 1842. В 1817 году этим воспользовался американский поселенец Джон Бейкер, прибывший в область со своей женой, хотя большую часть населения региона к этому времени уже составляли франко-акадцы. В 1825 году Бейкер подал прошение администрации штата Мэн с просьбой в одностороннем порядке включить спорные территории в состав штата. 4 июля 1827 года Бейкер и его жена, Софи Райс, подняли своеобразный американский флаг, сшитый Софи, к западу от устья реки Меруимтикук (теперь Бейкер-Брук, переименованный в честь него) при впадении её в реку Св. Жана. В этом месте вырос Форт-Кент (штат Мэн). Флаг, разработанный Софи, стал флагом «республики». Однако администрация штата Мэн не торопилась с аннексией спорных территорий.
Поэтому 10 августа того же года Бейкер заявил о своем намерении объявить независимую республику Мадаваска. В тот же день британский судья конфисковал «американский» флаг Бейкера. Бейкер был арестован британскими властями 25 сентября по обвинению в заговоре и мятеже. В конечном счете он был оштрафован на 25£ и заключен в тюрьму на два месяца.
Этот пограничный инцидент, однако, привлёк внимание общественности и делегации обоих государств обратились за арбитражем к королю Нидерландов. Однако он решил спор в пользу Великобритании и его решение в 1831 году было отклонено Мэном. Началась так называемая Арустукская война (1838—39), по окончании которой 9 августа 1842 года Соединенные Штаты и Соединенное Королевство подписали договор Уэбстера — Ашбертона, который положил конец пограничным спорам. С середины XIX века в регионе начали активно селиться франкоязычные квебекцы, которые смешались с местным франко-акадским населением по обе стороны реки и образовали особую субэтническую группу, получившую название брейоны, которые часто называют этот регион республикой Мадаваска.